# Madonna del Rosario

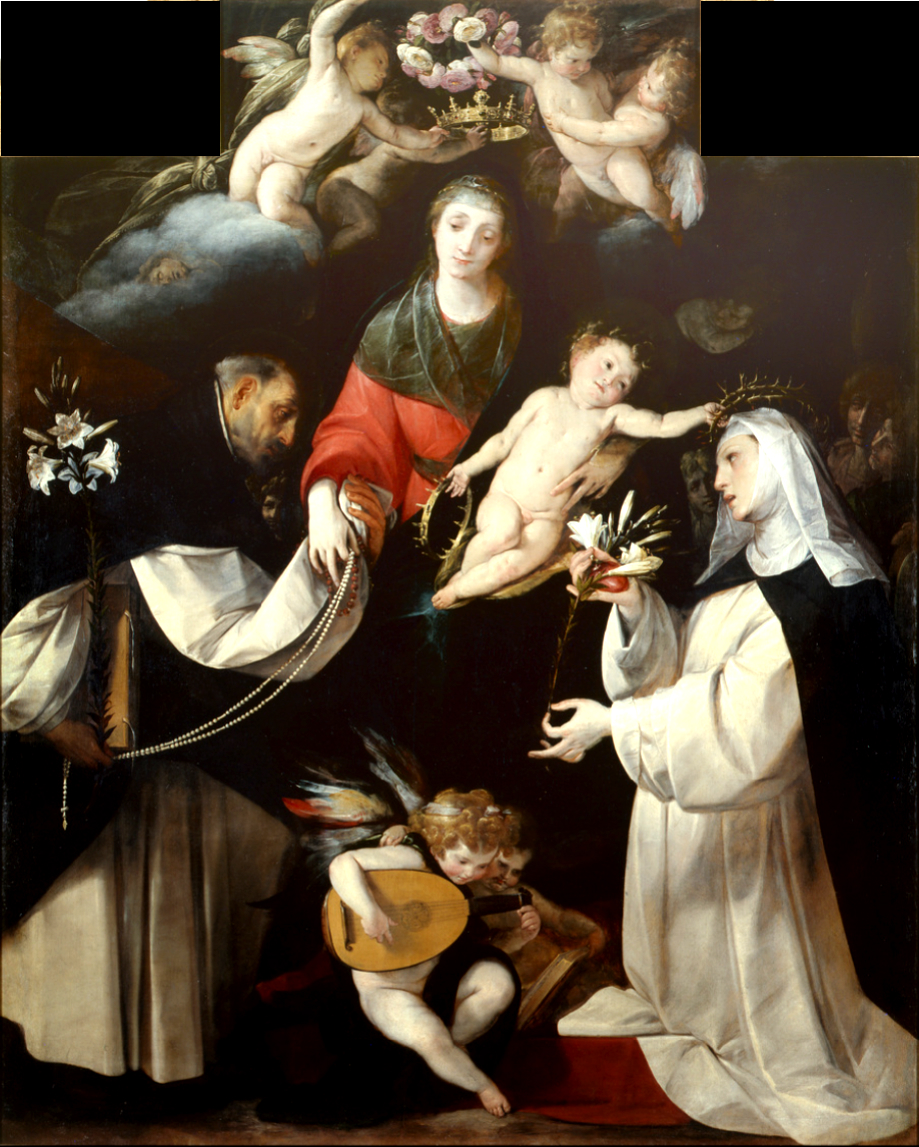
Madonna del Rosario, de il Cerano, 1620

La Madonna del Rosario è una delle tradizionali e più celebri e importanti raffigurazioni nelle quali la Chiesa cattolica venera Maria: la Vergine è rappresentata con una veste azzurra e una corona del Rosario tra le mani. Si tratta di una rappresentazione particolarmente frequente nella devozione dopo la Controriforma, la cui iconografia è ripresa da quella, più antica, della Madonna della cintola. La Chiesa cattolica celebra la festa della Madonna del Rosario il 7 ottobre di ogni anno.

## L'origine

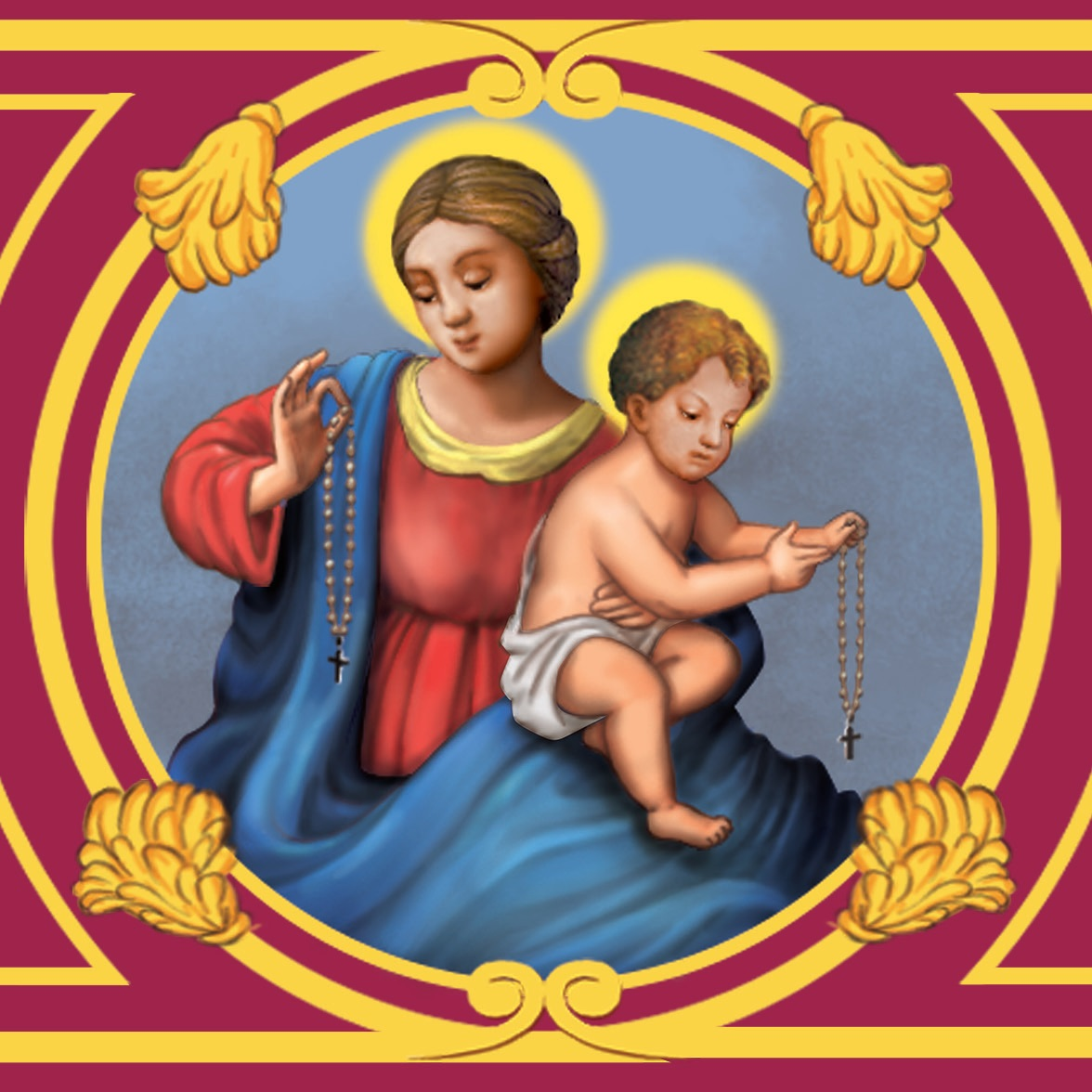
Madonna del Rosario nella Bandiera Contarina (vessillo della Repubblica di Venezia)

L'origine del culto della Madonna del Rosario è stata attribuita all'apparizione di Maria a San Domenico nel 1208 a Prouville, nel primo convento da lui fondato.
Questa festa fu originariamente istituita con il nome di "Madonna della Vittoria" da papa Pio V a ricordo della battaglia di Lepanto, svoltasi il 7 ottobre del 1571, nella quale la flotta della Lega Santa (formata da Spagna, Repubblica di Venezia e Stato della Chiesa) sconfisse quella dell'Impero ottomano.
Il successore, papa Gregorio XIII, la trasformò in festa della "Madonna del Rosario": i cattolici attribuirono il merito della vittoria alla protezione di Maria, che avevano invocato recitando il Rosario prima della battaglia.

## La Madonna di Pompei
Nella basilica di Pompei – città la cui patrona è proprio la Madonna del Rosario – si conserva una tela attribuita alla scuola di Luca Giordano, di non eccelso valore artistico e restaurata, ma di notevolissimo valore spirituale e taumaturgico poiché oggetto di culto molto intenso e diffuso, con pellegrinaggi che si concentrano durante le due suppliche: l'8 maggio (l'8 maggio 1876 ebbe inizio la costruzione della basilica) e la prima domenica di ottobre. Il noto Santuario è mèta di oltre 4 milioni di pellegrini l'anno che giungono a Pompei per venerare la Madonna del Rosario. Sia papa Giovanni Paolo II, sia papa Benedetto XVI, sia papa Francesco si sono recati a Pompei per dimostrare il loro affetto e il loro amore verso la Madonna del Rosario. Altro Santuario un tempo meta di molti pellegrinaggi, è quello di Cruillas (Palermo) dedicato anch'esso alla Madonna del Rosario. Ogni 25 ottobre nella borgata si tiene una festa popolare in onore di Maria.

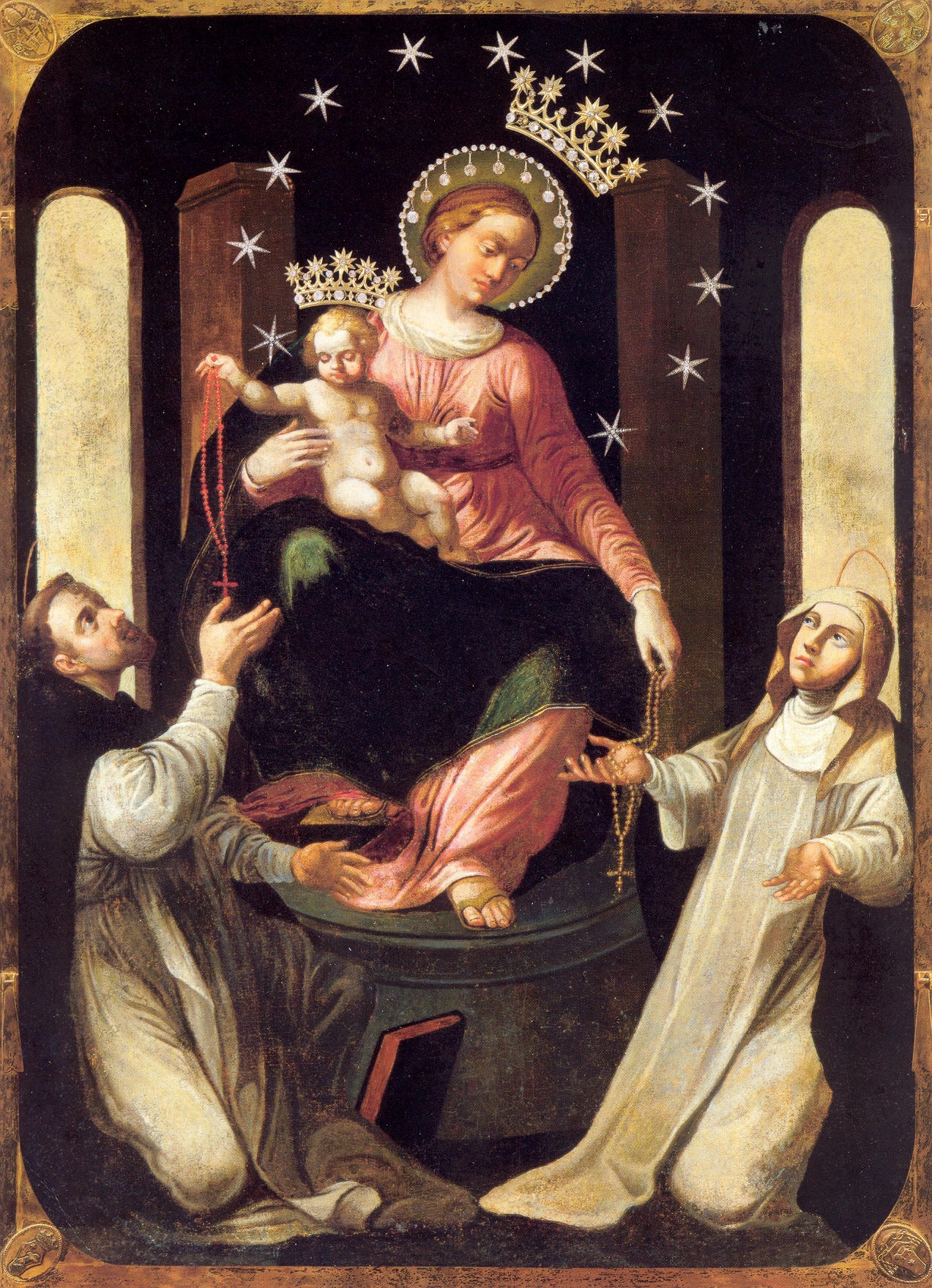
Il dipinto della Madonna di Pompei.

## Congregazioni dedicate alla Nostra Signora del Rosario
Alla Beata Vergine del Rosario sono intitolate numerosi istituti religiosi: molte sono congregazioni di suore domenicane (cubane, filippine, di Adrian, di Bogotà, di Buenos Aires, di Cabra, di Iolo, di Melegnano, di Mission Saint Jose, di Pompei, di Sinsinawa, di Monteils, missionarie, del Rosario perpetuo); esistono poi le rosarie di Udine, le argentine Suore di Nostra Signora del Rosario, le francesi Suore di Nostra Signora del Santo Rosario di Pont-de-Beauvoisin, le canadesi Suore di Nostra Signora del Santo Rosario di Rimouski, le irlandesi Suore missionarie di Nostra Signora del Santo Rosario e le palestinesi Suore del Santo Rosario di Gerusalemme dei latini; in Sri Lanka è sorta la Congregazione dei rosariani che fonde le tradizioni monastiche cristiana e orientale.